# Фібі Голкрофт-Вотсон
Фібі Голкрофт-Вотсон (англ. Phoebe Holcroft Watson; 7 жовтня 1898 — 20 жовтня 1980) — колишня британська тенісистка.
Найвищу одиночну позицію світового рейтингу — 2 місце досягла 1929 року.
Перемагала на турнірах Великого шолома в парному розряді.

## Фінали турнірів Великого шолома

### Одиночний розряд: 1 (1 поразка)
| Результат | Рік  | Турнір        | Покриття | Суперниця   | Рахунок  |
| --------- | ---- | ------------- | -------- | ----------- | -------- |
| Поразка   | 1929 | Чемпіонат США | Трава    | Гелен Віллс | 4–6, 2–6 |

### Парний розряд: 5 (4–1)
| Результат | Рік  | Турнір               | Покриття | Партнерка            | Суперниці                            | Рахунок       |
| --------- | ---- | -------------------- | -------- | -------------------- | ------------------------------------ | ------------- |
| Поразка   | 1927 | Чемпіонат Франції    | Ґрунт    | Пеґґі Мічелл         | Ірен Бовдер-Пікок Боббі Гайне-Міллер | 2–6, 1–6      |
| Перемога  | 1928 | Чемпіонат Франції    | Ґрунт    | Ейлін Беннетт        | Сюзан Деве Сільві Юнґ Анротен        | 6–0, 6–2      |
| Перемога  | 1928 | Вімблдонський турнір | Трава    | Пеґґі Сондерс Мічелл | Ермінтруд Гарві Ейлін Беннетт        | 6–2, 6–3      |
| Перемога  | 1929 | Вімблдонський турнір | Трава    | Пеґґі Сондерс Мічелл | Філліс Ковелл Дороті Шеферд          | 6–4, 8–6      |
| Перемога  | 1929 | Чемпіонат США        | Трава    | Пеґґі Сондерс Мічелл | Філліс Ковелл Дороті Шеферд          | 2–6, 6–3, 6–4 |

## Часова шкала турнірів Великого шлему в одиночному розряді
| W | Ф | ПФ | ЧФ | #Р | КТ | К# | DNQ | A | NH |

| Турнір               | 1923  | 1924  | 1925  | 1926  | 1927  | 1928  | 1929  | 1930  | Career SR |
| -------------------- | ----- | ----- | ----- | ----- | ----- | ----- | ----- | ----- | --------- |
| Чемпіонат Австралії  |       |       |       |       |       |       |       |       | 0 / 0     |
| Чемпіонат Франції1   |       | NH    |       |       | 3р    | 2р    | ЧФ    | ЧФ    | 0 / 4     |
| Вімблдонський турнір | 1р    | 3р    | 1р    | 3р    | ЧФ    | ЧФ    | 3р    | 1р    | 0 / 8     |
| Чемпіонат США        |       |       |       |       |       |       | Ф     |       | 0 / 1     |
| SR                   | 0 / 1 | 0 / 1 | 0 / 1 | 0 / 1 | 0 / 2 | 0 / 2 | 0 / 3 | 0 / 2 | 0 / 13    |